# 大埔口 (學甲區)
大埔口是臺灣臺南市學甲區的一個傳統地域名稱，也是舊時學甲十三庄學甲寮庄中的角頭聚落之一，為學甲慈濟宮八區中的東北郊區，行政區曾經規劃為學甲鎮平東里，2006年2月1日行政區域調整，將平東里及平西里合併而成現在的平和里。

## 地理位置
大埔口庄頭是一個僅10來戶的小聚落，位於學甲寮東邊，將聚落分成東西兩半，兩聚落之間隔著農田相望，北邊為急水溪的田寮大排分支，隔著溪水對岸是鹽水區大埔聚落，兩聚落間建有豐平橋相連接，是通往鹽水區大埔聚落的唯一樞紐。西邊則有南70線經過，道路自北方沿著聚落邊緣向西南方路過。

## 庄頭脈絡
大埔口聚落的形成，乃原本清代分別以中洲與學甲兩地作為聚落的發展核心，日後便也漸漸形成兩個生活的影響圈，即中洲與學甲兩個生活影響圈，大埔口即是位於其中的學甲影響圈系統，且因聚落位在鹽水區大埔庄口而得名，過豐平橋之後即是鹽水的大埔庄。
來自福建泉州府南安縣十八都深潭里的李煥昌，李氏於三百餘年前來臺，其孫李尊星便移徙大埔口，此外，原平東里居民之祖先在200年前也由學甲部落遷居來此。在經過一些因遷徒而定居的聚集後，此地形成一個不同姓氏的雜姓村，聚落中有洪、趙、陳、薛、黃、李等姓氏居民，其中以李姓是李煥昌的後代氏族，較有氏族歷史淵源，另洪、趙兩姓是大埔口最主要的兩個姓氏。
藉由明治三十七年（1904年）臺灣堡圖的內容，在清末日治臺灣之初，學甲寮庄大埔口、學甲寮、西平寮三個自然村，日治初期學甲寮庄的土地利用，水田即分布在村莊的東側，接近大埔口一帶，而大埔口位於埤塘附近，故昔日也被稱為大埤仔。臺灣光復後因人口眾多，析分為臺南縣學甲鄉的平西村與平東村兩個村行政區，學甲寮東半部與大埔口合為平東村，簡單來說，學甲寮庄大埔口、學甲寮、西平寮等三個自然村，自清代建立以來，至少在臺灣光復以前，內部的人群組成原則，一直以血緣關係最為重要，呈現出一個穩定發展的血緣性村落社會。

## 宗教
雖大埔口僅10來戶居民，然也有屬於自己聚落的角頭廟宇保安宮，主祀為保生大帝與池府千歲，陪祀則為黑虎將軍、註生娘娘、福德正神等神祇，保安宮坐落於聚落的最南邊。

## 產業
農業是大埔口的主要產業是番茄，尤其本地盛產「聖女仔」，即聖女仔小番茄。其中有一小部分庄民也從事養豬業，係由學甲中社謝姓所遷墾。

## 圖集

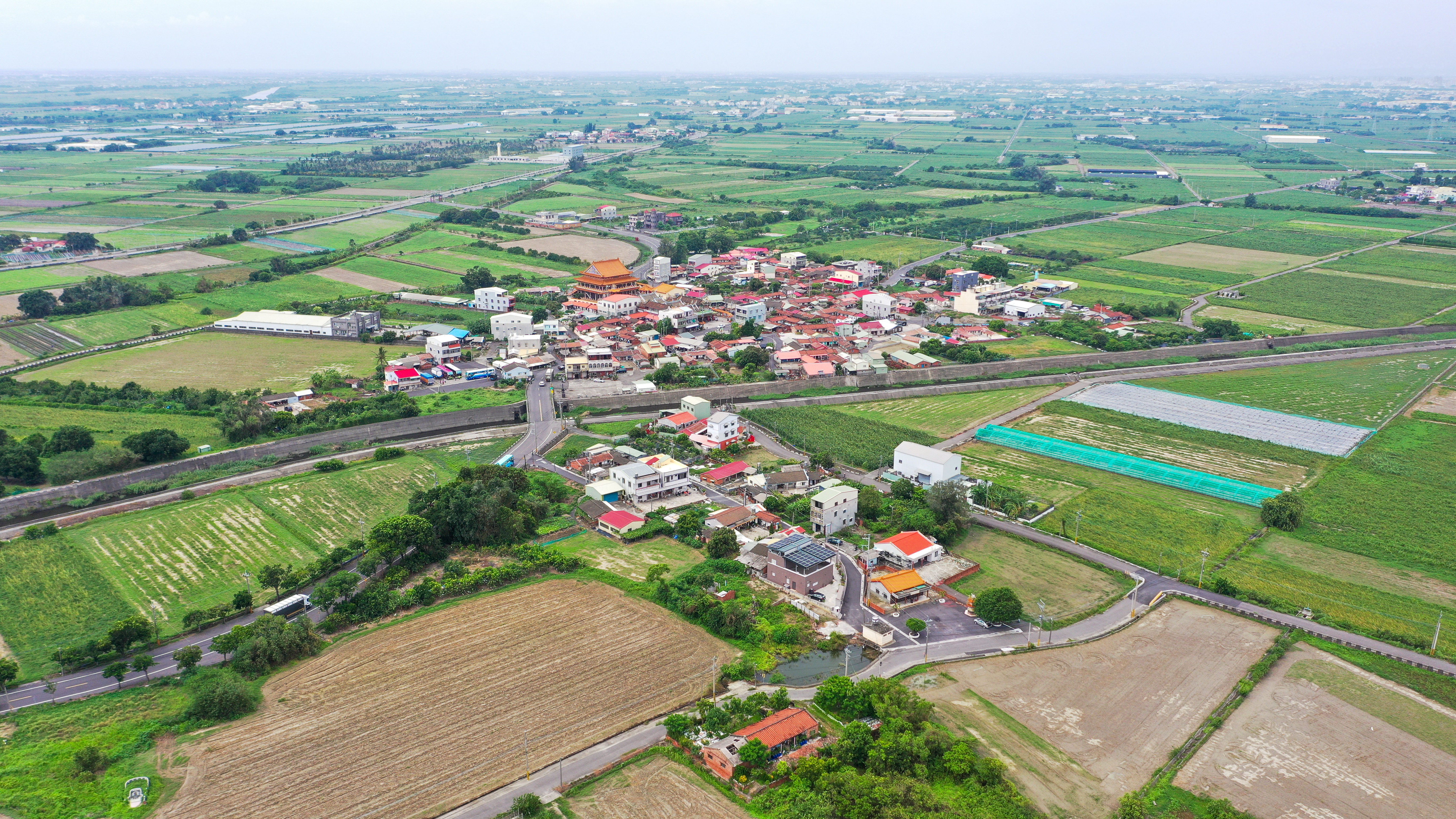
學甲寮大埔口-聚落空照
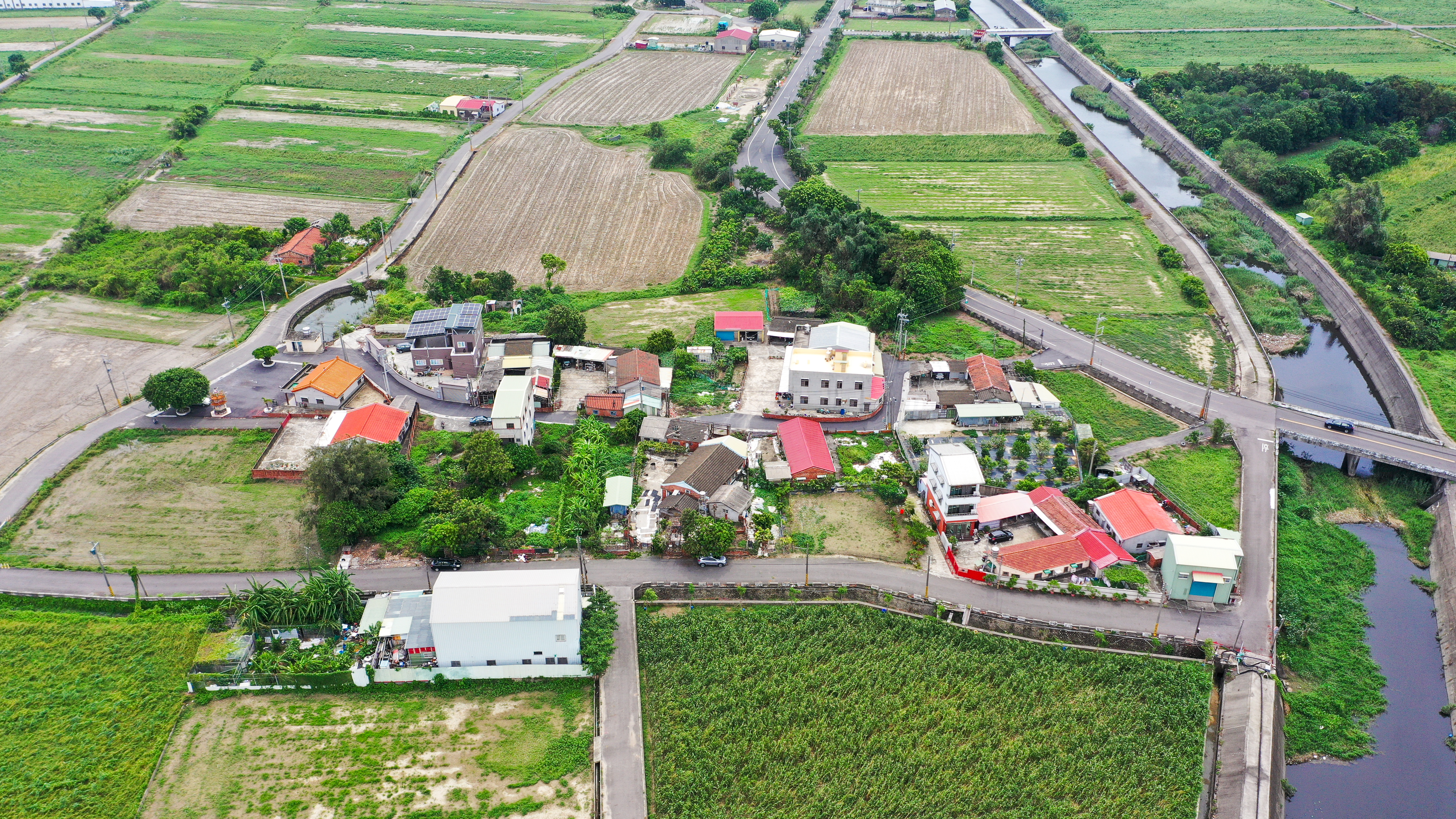
學甲寮大埔口-聚落內農田及屋舍
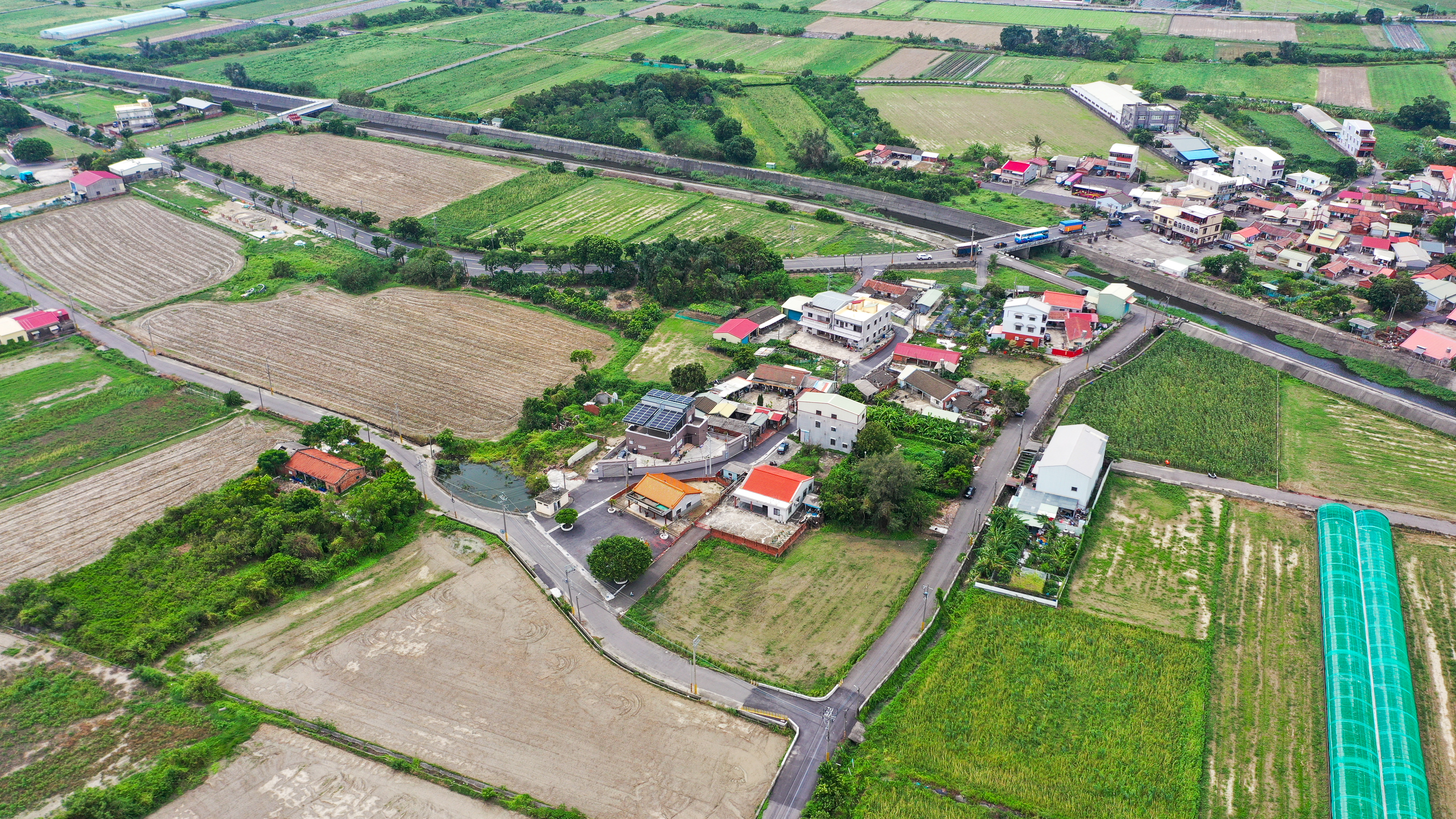
學甲寮大埔口-聚落內農田
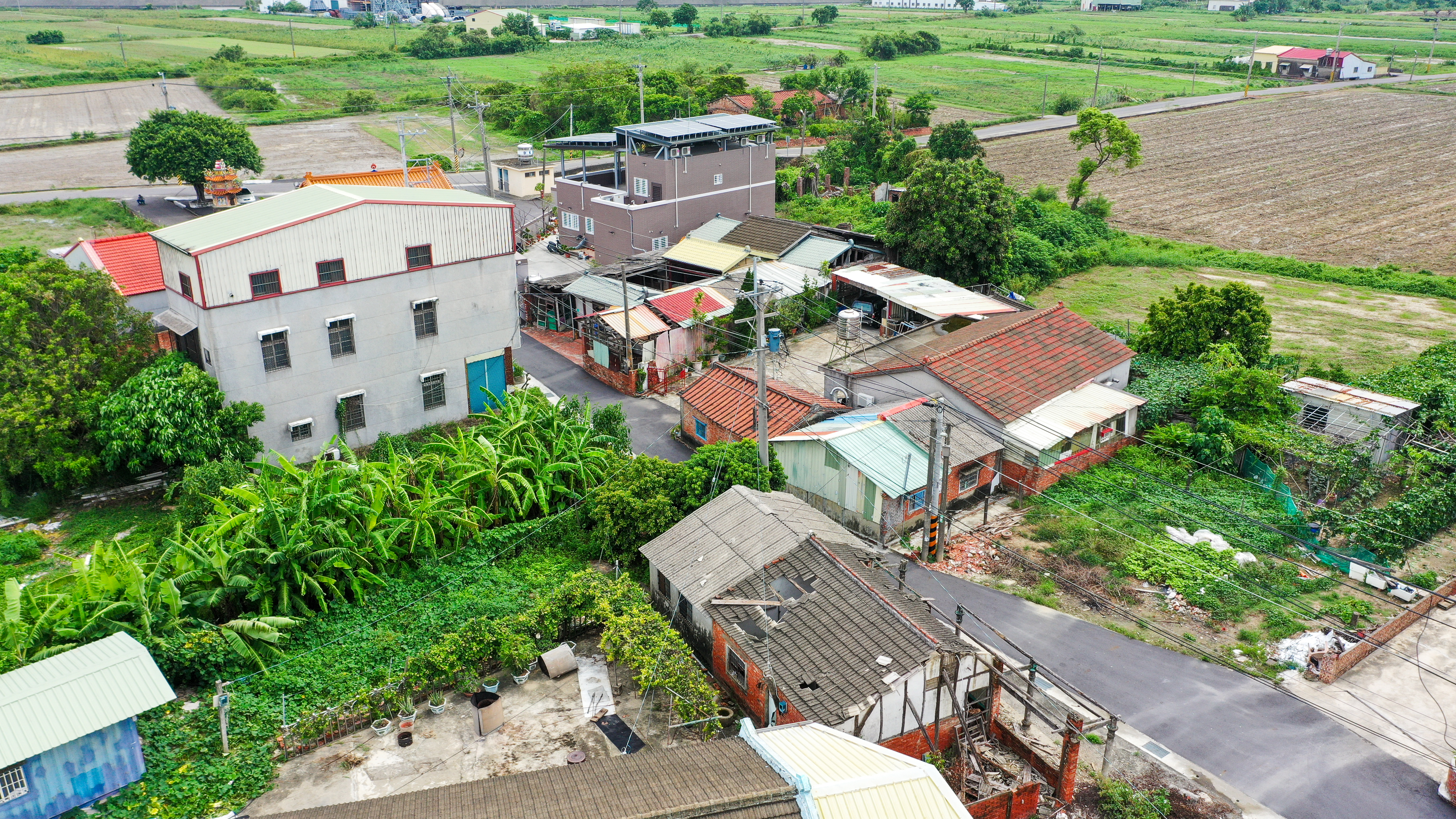
學甲寮大埔口-聚落內屋舍
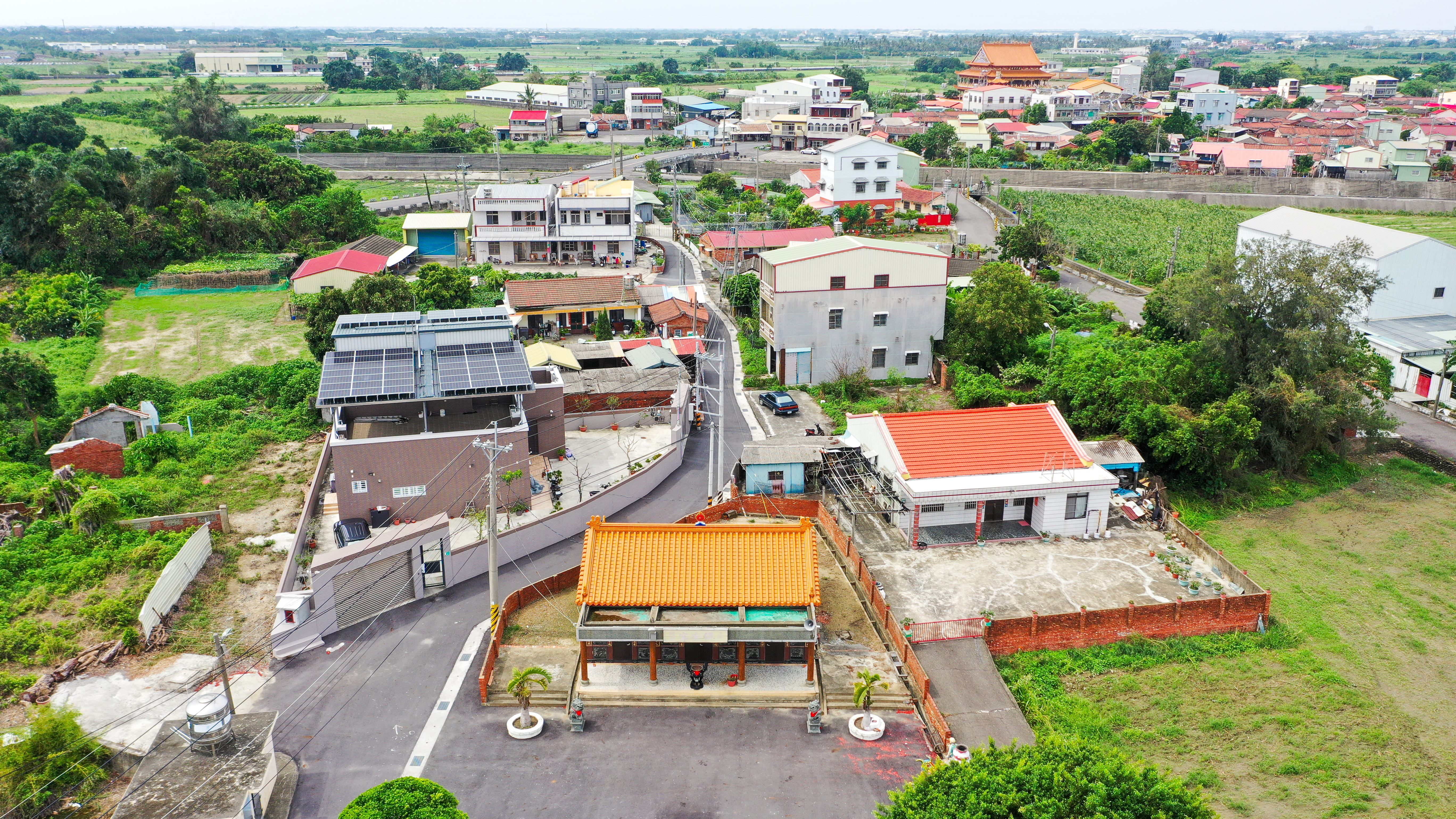
學甲寮大埔口-聚落內道路

## 外部來源
- . www.baosheng-dadi.org.tw.   [2024-08-15].